# Краны (микрорайон Ржева)
Краны (др. названия: Краностроителей, Кранов, Новые Краны) – микрорайон многоэтажной жилой застройки в восточной части города Ржева Тверской области, в левобережье Волги, на Советской стороне.
Строился для расселения работников Ржевского краностроительного завода (функционирует в городе с 1950 года). 

Улица Степанченко

Первые дома микрорайона появились в конце 1970-х годов.
Основная застройка пришлась на 1986–1990 годы, на период крупномасштабной реконструкции предприятия (так называемый «Ржевский эксперимент»), после которой его мощность возросла в 10 раз.
Большую роль в появлении и развитии микрорайона сыграл Генеральный директор завода – Валентин Титович Степанченко (1925–2001). При его активном участии микрорайон вырвался далеко вперёд по темпам строительства, несмотря на разгар строительного кризиса в СССР в конце 1980-х годов. Ныне имя В. Т. Степанченко в микрорайоне носят улица и средняя школа №9.
В инфраструктуру микрорайона входят:  2 средние школы, 3 детских сада, плавательный бассейн, широкий спектр продовольственных и специализированных магазинов, в том числе сетевых: Магнит, Пятёрочка, Дикси.
В настоящее время (2012 год) Краны является самым активно застраиваемым микрорайоном в городе.